# Phare du Portzic
Phare du Portzic ist der Name eines 1848 erbauten Leuchtturms westlich der Stadt Brest im Département Finistère in der Bretagne. Er besitzt eine Tragweite von 20 Seemeilen. Er markiert die Durchfahrt der Meerenge von Brest und ist der Brest am nächstgelegene Leuchtturm.

## Geschichte
Der Leuchtturm wurde 1848 zeitgleich mit dem Leuchtfeuer Petit Minou auf einem Militärgelände im Norden der Meerenge von Brest, auf der Landzunge Pointe du Portzic erbaut.
Im Jahr 1954 wurde der Betrieb auf elektrischen Strom umgestellt, die Automatisierung erfolgte 1994. Er befindet sich direkt gegenüber der Pointe des Espagnols.